# Клостер (Штирия)
Клостер (нем. Kloster (Steiermark)) — коммуна (нем. Gemeinde) в Австрии, в федеральной земле Штирия.
Входит в состав округа Дойчландсберг. Население составляет 215 человек (на 31 декабря 2005 года). Занимает площадь 22,01 км². Официальный код — 6 03 16.

## Политическая ситуация
Бургомистр коммуны — Франц Фармер (СДПА) по результатам выборов 2005 года.
Совет представителей коммуны (нем. Gemeinderat) состоит из 9 мест.
- СДПА занимает 6 мест.
- АНП занимает 3 места.